# 4493 Наитомицу
4493 Наитомицу (4493 Naitomitsu) је астероид главног астероидног појаса са пречником од приближно 20,74 .
Афел астероида је на удаљености од 3,237 астрономских јединица (АЈ) од Сунца, а перихел на 2,808 АЈ.
Ексцентрицитет орбите износи 0,070, инклинација (нагиб) орбите у односу на раван еклиптике 9,007 степени, а орбитални период износи 1919,558 дана (5,255 година).
Апсолутна магнитуда астероида је 11,00 а геометријски албедо 0,163.
Астероид је откривен 14. октобра 1988. године.